# Nyheder
|  | Sammenskrivningsforslag Artiklerne Nyhed, Nyheder er foreslået sammenskrevet. (Siden januar 2020) Diskutér forslaget |

Nyheder er information om aktuelle begivenheder. Nyheder bliver fortalt på mange forskellige måder: Fra mund til mund, på de sociale medier. Mange kender dog begrebet fra nyhedsmedier, der lever af at fortælle om nyheder til dets publikum. Det kunne være aviser, radiokanaler, tv-programmer og internetsider.
Typiske emner for nyheder omfatter krig, samfundet, politik, uddannelse, sundhed, miljø, økonomi, mode og underholdning, samt sportslige begivenheder, finurlige eller usædvanlige begivenheder. Mennesker udviser et næsten universelt ønske om at lære og dele nyheder, som de opfylder ved at tale med hinanden og dele oplysninger.[kilde mangler] Den moderne teknologiske og sociale udvikling har øget den hastighed, hvormed nyheder kan spredes.
Genren nyheder, som vi kender det i dag er tæt forbundet med aviser, som opstod i Kina, oprindeligt som et domstolstidskrift. Ideen spredte sig sammen med papir og trykkeri til Europa. Den ældste kendte avis blev grundlagt i de spæde år af 1600-tallets Tyskland.